# Gotai
Gotai è una pratica culturale giapponese riguardo alla conservazione del corpo ed ha le proprie radici nel Confucianesimo. Essa implica che il benessere dell'anima sia possibile solo se il corpo è perfettamente conservato sia in vita che morte e anche la minima alterazione del corpo potrebbe influenzare o danneggiare irrimediabilmente un'essenza. 
Questa filosofia ha condizionato molto la mentalità dei Giapponesi, i quali preferirebbero evitare di sottoporsi a chirurgia plastica pur di non alterare l'equilibrio spirituale-carnale. 